# Anastasia: Adventures with Pooka and Bartok
Anastasia: Adventures with Pooka and Bartok est un jeu vidéo de réflexion basé sur le film d'animation de 1997, Anastasia. Sorti le 25 novembre 1997, il est produit par David Wisehart.

## Synopsis
Anastasia et son chiot, Pooka, voyagent le long de la route entre Saint-Pétersbourg et Paris afin qu'elle retrouve sa grand-mère avec l'espoir qu'elle puisse prouver sa véritable identité. Anya garde une trace de son aventure dans son journal, tout en collectant des indices en cours de route, et doit parfois faire quelques épreuves avec Bartok afin de vaincre les sbires de Raspoutine. Les entrées du journal d'Anya sont utilisées comme dispositifs d'intrigue pour aider à faire avancer l'histoire.

## Développement

### Conception
Fox Interactive est fondée en 1994 en tant qu'unité opérationnelle de Fox Filmed Entertainment. Aidée par d'autres divisions de News Corporation, la société peut « non seulement choisir parmi un large éventail de franchises en vogue, mais aussi tirer parti d'importantes ressources marketing, de distribution et de marchandisage ». Les propriétés de la Fox qui ont déjà été adaptées dans les jeux Fox Interactive sont Les Simpson et Die Hard. Après l'achat des studios Don Bluth par la Fox, et pendant le développement du film Anastasia, un jeu vidéo est conçu pour profiter du succès de la propriété existante du film d'animation,. La Fox demande à Blitz Games, qui concevra plus tard le jeu Titan A.E., de « mettre au point un concept pour un jeu PlayStation ». Alors que les dirigeants de la Fox sont impressionnés par le résultat, ils décident finalement qu'Anastasia n'était pas adaptée à la PlayStation, et ils préfèrent adaptée une formule qui a fait ses preuves chez Disney sous le nom de Disney's Animated Storybook, un jeu livre-histoire interactif pour PC,. Motion Works, une entreprise internationale de technologie numérique basée à Vancouver est choisie par Fox Interactive pour développer le jeu. Sous contrat avec Motion Works, Intelliscape Interactive Corp travaille sur le titre avec le Cosmopolitan’s Virtual Makeover de chez Sega.

### Design
Les développeurs du jeu ont pu recruter une partie de la distribution originale du film, notamment Meg Ryan qui interprète la narration des entrées du journal d'Anya. Anastasia intègre de l'exploration, de la résolution de problème et des tests de compétences, il contient également des chansons du long métrage d'animation,. Pour ce jeu, Intelliscape Interactive réalise des gère la production, les illustrations en trois dimensions et la conception du système de jeu.

### Sortie
Le jeu sort le 4 novembre 1997. Le site de Fox Interactive permet alors aux joueurs de s'envoyer des cartes postales virtuelles en utilisant la musique d'Anastasia. Des offres promotionnelles et des offres d'entreprises comprennent alors le jeu vidéo et la vidéo Anastasia Sing-along. Le jeu fait partie d'un ensemble médiatique à l'échelle de l'entreprise, qui comprend les unités Fox Kids Network, Fox Family Channel, Fox Licensing and Merchandising et Fox Interactive ainsi que l'éditeurs de livres HarperCollins. Le jeu marque une nouvelle direction artistique pour Fox Interactive qui n'avait alors que créé des jeux de tir à la première personne.
En 1997, Disney réédite La Petite Sirène comme « contre-programmation » du film de la Fox, Anastasia, qui devait sortir à peu près au même moment. Les deux studios « s'efforçaient d'exploiter chaque dollar potentiel de leur investissement et de s'assurer qu'aucun ne surpasse l'autre », ils se sont donc affrontés dans l'espace des jeux vidéo. S'inspirant du marketing de Disney, Fox Interactive lance simultanément le spin-off du film, Bartok le Magnifique, et le développement du jeu vidéo. Le jeu Ariel's Story Studio rivalise alors avec Anastasia: Adventures with Pooka and Bartok.
Le jeu est couronné par trois trimestres consécutif de succès pour Motion Works, aidant les finances de l'entreprise de neuf ans à s'améliorer considérablement à partir de 1997. À la suite de succès tels que celui d'Anastasia, l'entreprise se développe tout au long de l'année 1998.

## Distribution
- Meg Ryan : Anastasia
- Hank Azaria : Bartok
- Jamie Goferman : la femme de ménage
- Summer Litwin : la diseuse de bonne aventure et Ballerina
- Chris Miller